# Титов Геннадій Кирилович
Геннадій Кирилович Титов (нар. 16 березня 1914, Оренбург — пом. 1970-ті) — український радянський художник і педагог; член Спілки радянських художників України. Чоловік художниці Євдокії Усикової, батько художниці Ольги Титової.

## Біографія
Народився 16 березня 1914 року в місті Оренбурзі (нині Росія). Упродовж 1930—1934 років навчався в Одеському художньому інституті; 1940 року закінчив Київський художній інститут. Його педагогами були зокрема Федір Кричевський, Павло Волокидін.
Брав участь у німецько-радянській війні. Опісля викладав у Київському художньому інституті. Серед учнів: Григорій Гавриленко, Олександр Дубовик, Володимир Журавель, Віктор Зарецький, Олександр Лопухов, Юрій Малишевський.
Жив у Києві, в будинку на вулиці Івана Кудрі, № 10, квартира № 67. Помер у 1970-ті роки.

## Творчість
Працював в галузі станкового живопису, плаката, книжкової графіки. Серед робіт:
живопис
- «У ложі» (1947);
- «Народні умільці» (1954—1955);
- «Африканці в музеї Володимира Леніна» (1971);

плакати
- «Діждалися правди» (1938);
- «Паризька Комуна» (1938);
- «Не проходь мимо» (1960).

Автор ілюстрацій до роману Жуля Верна «Із Землі на Місяць» (1948).
Брав участь у республіканських виставках з 1947 року, всесоюзних — з 1949 року.